# Cinereomyces
Cinereomyces is een geslacht in de familie Gelatoporiaceae. De typesoort is Cinereomyces lindbladii.

## Soorten
Volgens Index Fungorum telt het geslacht drie soorten (peildatum april 2022):
| Soortnaam                                   | Auteur(s)                            | Publicatiejaar |
| ------------------------------------------- | ------------------------------------ | -------------- |
| Cinereomyces dilutabilis                    | (Log.-Leite & J.E. Wright) Miettinen | 2013           |
| Cinereomyces fimbriatus                     | C.L. Zhao                            | 2020           |
| Cinereomyces lindbladii (Lichtgrijze poria) | (Berk.) Jülich                       | 1982           |